# The King's Will
The King's Will è un cortometraggio muto del 1914 diretto da Francis J. Grandon. È il dodicesimo episodio, conosciuto anche con il titolo completo The Adventures of Kathlyn 12: The King's Will, del serial The Adventures of Kathlyn.

## Produzione
Il film fu prodotto dalla Selig Polyscope Company.

## Distribuzione
Distribuito dalla General Film Company, il film - un cortometraggio in due bobine - uscì nelle sale cinematografiche statunitensi il 1º giugno 1914.